# Enter the characters
Enter the characters is het debuutalbum van de Belgische rock- en indieband Customs. Het album werd uitgebracht door het platenlabel Noisesome op 26 oktober 2009 en geproduceerd door Customs en Alex Callier.

## Singles
De debuutsingle "Rex" werd enkele maanden voor de release van het album uitgebracht. Het verscheen op 6 juni 2009 in de Ultratip 30 en bleef er vijf weken staan. Op 11 juli 2009 kwam de single binnen in de Ultratop 50 en behaalde een zesde plaats als hoogste positie. De single stond op nummer 1 van De Afrekening, de hitparade van Studio Brussel en haalde de eerste plaats in de Eindafrekening als populairste single van 2009. De muziekvideo van de single was meermaals te zien op onder meer TMF.
"Justine" werd de tweede single uit het album die op de markt werd gebracht en kwam op 7 november 2009 binnen in de Ultratop 50. Voor deze single werd er eveneens een muziekvideo gemaakt.

## Tracklist
1. "Enter" – 0:42
2. "The matador" – 3:23
3. "Justine" – 3:35
4. "Tonight we all stand out" – 3:47
5. "Rex" – 3:20
6. "Where the moon spends his days" – 4:41
7. "Violence" – 3:36
8. "Talk more nonsense" – 3:40
9. "There's always room for one more poledance" – 3:23
10. "We are ghosts" – 3:32
11. "Shut up, Narcissus" – 3:49
12. "Acrobats" – 6:03

## Hitnoteringen

### NederlandseAlbum Top 100
| Hitnotering: 06-03-2010 t/m 13-03-2010 | Hitnotering: 06-03-2010 t/m 13-03-2010 | Hitnotering: 06-03-2010 t/m 13-03-2010 | Hitnotering: 06-03-2010 t/m 13-03-2010 |
| Week:                                  | 1                                      | 2                                      |                                        |
| -------------------------------------- | -------------------------------------- | -------------------------------------- | -------------------------------------- |
| Positie:                               | 99                                     | 95                                     | uit                                    |

### VlaamseUltratop 100Albums
| Hitnotering: (Week 1 t/m 25) 31-10-2010 t/m 17-04-2010 Hitnotering: (Week 26 t/m 30) 01-05-2010 t/m 29-05-2010 | Hitnotering: (Week 1 t/m 25) 31-10-2010 t/m 17-04-2010 Hitnotering: (Week 26 t/m 30) 01-05-2010 t/m 29-05-2010 | Hitnotering: (Week 1 t/m 25) 31-10-2010 t/m 17-04-2010 Hitnotering: (Week 26 t/m 30) 01-05-2010 t/m 29-05-2010 | Hitnotering: (Week 1 t/m 25) 31-10-2010 t/m 17-04-2010 Hitnotering: (Week 26 t/m 30) 01-05-2010 t/m 29-05-2010 | Hitnotering: (Week 1 t/m 25) 31-10-2010 t/m 17-04-2010 Hitnotering: (Week 26 t/m 30) 01-05-2010 t/m 29-05-2010 | Hitnotering: (Week 1 t/m 25) 31-10-2010 t/m 17-04-2010 Hitnotering: (Week 26 t/m 30) 01-05-2010 t/m 29-05-2010 | Hitnotering: (Week 1 t/m 25) 31-10-2010 t/m 17-04-2010 Hitnotering: (Week 26 t/m 30) 01-05-2010 t/m 29-05-2010 | Hitnotering: (Week 1 t/m 25) 31-10-2010 t/m 17-04-2010 Hitnotering: (Week 26 t/m 30) 01-05-2010 t/m 29-05-2010 | Hitnotering: (Week 1 t/m 25) 31-10-2010 t/m 17-04-2010 Hitnotering: (Week 26 t/m 30) 01-05-2010 t/m 29-05-2010 | Hitnotering: (Week 1 t/m 25) 31-10-2010 t/m 17-04-2010 Hitnotering: (Week 26 t/m 30) 01-05-2010 t/m 29-05-2010 | Hitnotering: (Week 1 t/m 25) 31-10-2010 t/m 17-04-2010 Hitnotering: (Week 26 t/m 30) 01-05-2010 t/m 29-05-2010 | Hitnotering: (Week 1 t/m 25) 31-10-2010 t/m 17-04-2010 Hitnotering: (Week 26 t/m 30) 01-05-2010 t/m 29-05-2010 | Hitnotering: (Week 1 t/m 25) 31-10-2010 t/m 17-04-2010 Hitnotering: (Week 26 t/m 30) 01-05-2010 t/m 29-05-2010 | Hitnotering: (Week 1 t/m 25) 31-10-2010 t/m 17-04-2010 Hitnotering: (Week 26 t/m 30) 01-05-2010 t/m 29-05-2010 | Hitnotering: (Week 1 t/m 25) 31-10-2010 t/m 17-04-2010 Hitnotering: (Week 26 t/m 30) 01-05-2010 t/m 29-05-2010 | Hitnotering: (Week 1 t/m 25) 31-10-2010 t/m 17-04-2010 Hitnotering: (Week 26 t/m 30) 01-05-2010 t/m 29-05-2010 | Hitnotering: (Week 1 t/m 25) 31-10-2010 t/m 17-04-2010 Hitnotering: (Week 26 t/m 30) 01-05-2010 t/m 29-05-2010 |
| Week: | 1 | 2 | 3 | 4 | 5 | 6 | 7 | 8 | 9 | 10 | 11 | 12 | 13 | 14 | 15 | 16 |
| --- | --- | --- | --- | --- | --- | --- | --- | --- | --- | --- | --- | --- | --- | --- | --- | --- |
| Positie: | 30 | 6 | 15 | 33 | 37 | 45 | 52 | 55 | 54 | 56 | 48 | 28 | 18 | 19 | 28 | 44 |
| Week: | 17 | 18 | 19 | 20 | 21 | 22 | 23 | 24 | 25 | | 26 | 27 | 28 | 29 | 30 | |
| Positie: | 52 | 54 | 64 | 75 | 90 | 70 | 75 | 94 | 90 | uit | 75 | 82 | 95 | 75 | 92 | uit |